# Johan Henrich Berlin
Johan Henrich Berlin (Trondheim, 1741. augusztus 4. – Trondheim, 1807) német származású norvég zeneszerző. Édesapja a német zenész, Johan Daniel Berlin (1714–1787) volt. 17 évesen kezdett orgonálni egy templomban.1787-ben édesapja örökébe lépett a katedrális orgonistájaként.